# Regierung Rotwitt
Die Regierung Rotwitt (dän. regeringen Rotwitt) unter Konseilspräsident C. E. Rotwitt war die dänische Regierung vom 2. Dezember 1859 bis zum 24. Februar 1860. Nach Rotwitts Tode am 8. Februar 1860 reichten alle Minister ein Rücktrittsgesuch ein.
Das Kabinett war das insgesamt neunte seit der dänischen Märzrevolution. Der in der Regierung Bang eingeführte Ministerposten eines „Ministers für die gemeinsamen inneren Angelegenheiten der Monarchie“ wurde abgeschafft. Die Regierung Rotwitt bestand aus den folgenden Ministern:
- Konseilspräsident:

C.E. Rotwitt bis zum 8. Februar 1860, danach
C.F.A.B. Blixen-Finecke (kommissarisch)
- Außenminister: C.F.A.B. Blixen-Finecke
- Finanzminister: R. Westenholz
- Innenminister: J.C. Jessen
- Justizminister:

C.E. Rotwitt bis zum 8. Februar 1860, danach
J.C. Jessen
- Minister für Kirche und Unterrichtswesen: V.A. Borgen
- Kriegs- und Marineminister: H.N. Thestrup
- Minister für Schleswig: C.F.A.B. Blixen-Finecke
- Minister für Holstein und Lauenburg:

C.E. Rotwitt bis zum 8. Februar 1860, danach
R. Westenholz

## Quelle
- Statsministeriet: Regeringen Rotwitt